# Maline pri Štrekljevcu
Máline pri Štrékljevcu so naselje v Sloveniji.
V 16. stoletju so se v vas doselili tudi uskoški Vlahi.